# Карасо (департамент)
Кара́со (ісп. Carazo) — один з департаментів Нікарагуа.

## Географія
Департамент розташований на південному заході Нікарагуа, на тихоокеанському узбережжі цієї країни. Його площа становить 1081,40 км². Чисельність населення дорівнює 186 898 осіб (перепис 2012 року). Щільність жителів департаменту 172,83 чол./км². Адміністративний центр - місто Хінотепе.
Межує на півночі з департаментом Масайя, на заході з департаментом Манагуа, на сході з департаментами Гранада і Рівас.

## Муніципалітети
В адміністративному відношенні Карасу розділений на 8 муніципалітетів:
1. Диріамба
2. Долорес
3. Ла-Конкіста
4. Ла-Пас-де-Карасу
5. Сан-Маркос
6. Санта-Тереса
7. Хінотепе
8. Ель-Росаріо